# رود بیرا
رود بیرا (به لاتین: Bira) یک رود در روسیه است که در استان خودگردان یهودی واقع شده‌است. نام این رود از زبان منچو به معنای «رود» گرفته شده‌است.